# Jerlström
Jerlström var en svensk och finländsk adelsätt, med gemensamt ursprung som Ehrencreutz.
Ättens stamfader var Elias Jespersson som var bokhållare vid Malingsbro bruk i Söderbärke under mitten av 1600-talet. Hans hustru var Barbro Nyman. Deras ene son Jesper adlades Ehrencreutz. Deras andre son, Arendt Eliasson, var brukspatron på Jerle hammare i Nora bergslag, och gift med Elisabeth Ehrenpreus vars mor var en Danckwardt. Hustrun gifte som änka om sig med brukspatronen Isaac von Ost-Giest från Holland, som blev styvfader till Arendt Eliassons barn, som upptog namnet Jerlström efter Jerle hammare.
Två söner, Elias Arendt och Niclas, adlades 1717 på bibehållet namn, och introducerades 1719 på nummer 1 521. Elias Arendt Jerlström var vice amiral, och förklarades vid riksdagen 1761 för släktens huvudman. Hans ene son blev major men hans gren av ätten fortlevde inte på svärdssidan.
Niclas Jerlström var kapten och överflyttade till Finland. Hans hustru Margareta Hacks var dotter till överinspektören vid sjötullen Johan Hacks. Ätten fortlevde på svärdssidan på två linjer från denna gren, och immatrikulerades 1818 på Finlands riddarhus sedan Finland förlorats 1809 varmed ätten blev utgången i Sverige. I Finland introducerades ätten på nummer 103. Ätten slocknade på svärdssidan år 1867 och på spinnsidan 1909.